# Cratichneumon chishimanus
Cratichneumon chishimanus là một loài tò vò trong họ Ichneumonidae.